# 왓치맨

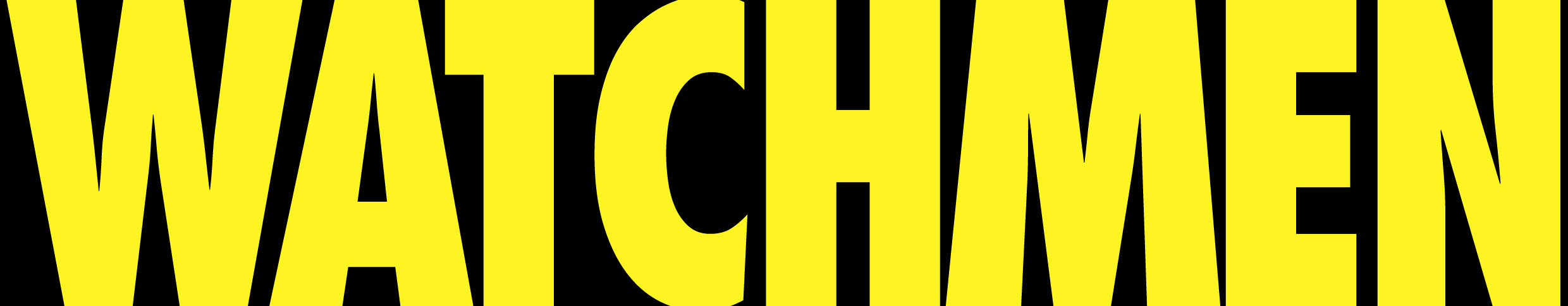

《왓치맨》(영어: Watchmen 와치멘[*])은 1986년과 1987년 사이 DC 코믹스에서 출간한 미국의 만화책 한정 시리즈다. 앨런 무어, 아티스트 데이브 기본즈, 컬러리스트 존 히긴스로 구성된 영국인 합작팀이 모여 제작했다. 《왓치맨》은 DC 측에 제출한 무어의 이야기 제안에서 기원하며 그 이야기는 해당 회사에서 획득한 챌튼 코믹스의 슈퍼히어로 등장인물들을 활용했다. 무어가 입안한 이야기는 많은 등장인물을 향후 사용할 수 없게 만들었기 때문에 편집장 딕 지로다노는 무어가 고유의 등장인물을 만들도록 설득했다.
무어는 동시대의 불안과 슈퍼히어로 형식의 해체 및 패러디의 반영을 목적으로 이야기를 꾸몄다. 《왓치맨》은 1940년대 및 1960년대에 슈퍼히어로가 부각된 대체 역사를 그리며 그들의 존재가 역사를 바꾸어 미국은 베트남전에서 승리하고 워터게이트 사건은 폭로되지 않았다. 1985년, 미국은 소련과의 제3차 대전에 직면할 처지에 놓여있고 코스튬을 착용한 프리랜서 자경단원은 불법이며 전 슈퍼히어로들은 대개가 퇴직했거나 국가를 위해 일하고 있다. 줄거리는 국가가 지원한 슈퍼히어로 살인을 조사하기 위해 복귀하는 그들 개개인의 성격 변화와 도덕 갈등에 집중하고 있다.
제작에 있어 《왓치맨》은 구성에 역점을 두고 있다. 깁슨은 아홉 칸으로 구성된 격자무늬 배열을 시리즈의 전반에서 사용했고 혈흔이 묻은 웃는 얼굴 등의 상징물을 배치했다. 마지막 화를 제외하면 모든 화에는 보조의 형식을 띠는 가상의 문서를 기입하여 시리즈의 뒷이야기를 추가했으며, 내러티브는 그와 다른 이야기인, 등장인물 중 한 명이 읽는 작중의 해적 만화 《검은 화물선 이야기》와 밀접한 관계를 맺고 있다. 구조의 경우 이야기는 종종 비선영적 내러티브로써 공간, 시간, 플롯을 생략한다. 같은 맥락에서 모든 장면과 대화는 동시성, 우연의 일치, 반복적인 이미지를 통해 다른 것과 평행한다.
《왓치맨》은 상업적 성공은 물론이고 만화 및 주류 잡지에서 큰 호평을 받았으며 일부 평론가 및 논평가에게 20세기 문학에서 가장 중요한 작품 중 하나로 간주되고 있다. 《왓치맨》은 1923년 이래 출간된 최고의 영어 소설을 가려뽑는 《타임》의 100대 최우수 소설에 등재되었다. 또 BBC가 만화를 묘사하기로 "만화가 성장한 순간"이라 하였다.
시리즈를 영화로 각색하려는 수번의 시도 이후 잭 스나이더의 《왓치맨》이 2009년 개봉했다. 동년에 비디오 게임 시리즈 《왓치맨: 더 엔드 이즈 나이》가 영화 개봉에 맞춰 발매되었다. 2012년 DC 코믹스는 원 《왓치맨》 시리즈의 프리퀄 《비포 왓치맨》을 무어와 깁슨의 협조 없이 출간했다.

## 줄거리
1977년 '킨 법령'이 시행된 이후로 자경단 활동이 금지된 이후로도 자경단을 계속하던 히어로 로어셰크는 마스크 쓴 히어로였던 코미디언이 1985년 10월에 살해되었다는 소식을 듣는다. 따라서 그는 같은 히어로로서 사건의 진상을 알아내려고 한다. 코미디언은 킨 법령 이후에도 미국 정부에 고용되어서 일하고 있던 히어로였다. 로어셰크는 전 히어로인 2대 나이트 아울(댄 드라이버그)과 에이드리안 바이트(오지만디아스), 법령 공표 이후에도 미국 정부 아래에서 활동하던 닥터 맨해튼과 연인 2대 실크 스펙터(로리 유스패칙)에게 자신의 "마스크 킬러" 이론을 알린다. 누군가가 한 때 마스크 쓴 영웅이었던 사람들을 노린다는 것이었다. 이후 로어셰크는 코미디언의 장례식에 숨어든 옛 악당 자코비를 보고 그에게서 정보를 얻으려하나 별다른 정보는 얻지 못한다. 한편, 로리는 닥터 맨해튼이 자신과 성관계를 함과 동시에 분신을 만들어 실험을 하던 것을 알고 그와 헤어진다. 그 후 닥터 맨해튼은 TV 인터뷰를 하러 가지만 그와 함께하던 사람들이 암에 걸리게 되었다는 의혹이 제기되자 기자들에게 시달리다가 결국 지구를 떠난다. 로리는 연구소에서 쫓겨나고 댄과 동거한다.
오지만디아스는 암살자의 습격을 받는다. 암살자를 잡아 배후를 알려고 하나 암살자는 독 캡슐을 먹게 되어 죽는다. 로어셰크는 자코비의 집에 갔으나 그는 죽어 있었고, 익명의 제보를 받아 매복 중이던 경찰에게 체포된다. 로어셰크는 감옥에서 다른 죄수에게 화상을 입혀 죽게 만들고 독방에 갖힌다. 죄수 폭동이 일어난 사이 그에게 원한을 가지고 있던 죄수들의 공격을 받으나 죄수들은 역으로 당한다. 댄과 로리는 로어셰크를 구출하려고 하고 그와 만나 탈출한다. 닥터 맨해튼은 지구로 돌아와 로리와 함께 화성으로 간다.
지구는 미국과 소련의 군사적 긴장감이 계속해서 높아지는 상황이 계속되고 화성에서는 닥터 맨해튼과 로리가 왜 핵전쟁으로부터 지구를 구해야하는지 대화를 나누고 있었다. 닥터 맨해튼은 모든 생명이 "열역학의 기적"이라는 것을 느끼고 함께 지구로 간다. 로어셰크와 댄은 사건의 흑막이 오지만디아스임을 발견하고 그의 남극 기지로 향한다. 오지만디아스는 인공 괴물을 뉴욕으로 순간 이동시키고, 이때의 폭발을 이용해 뉴욕 인구의 반을 희생시키고 외계의 침공을 가장하여 상호 파괴를 눈앞에 둔 권력들을 연합시키려는 계획을 말한다. 두 사람이 이를 알았을 때는 계획은 이미 실행되어 있었고 뉴욕이 파괴된다.
닥터 맨해튼과 로리는 뉴욕에서 닥터 맨해튼의 예지 능력에 간섭하는 근원을 추적해 남극으로 간다. 미국과 소련은 아프가니스탄에서의 전쟁을 끝내고 적대 행위를 중단할 것을 선언한다. 로어셰크는 진실을 밝히려고 하지만 다른 인물들은 많은 희생을 하여 얻은 평화를 유지해야한다는 오지만디아스의 의견에 따라 이 사건을 묵인한다. 닥터 맨해튼은 자신의 일기를 증거로 진실을 알리려 하는 로어셰크를 죽인다. 닥터 맨해튼은 다시 지구를 떠나고, 댄과 로리는 위장 신분을 만들어 부부로 산다.
뉴욕의 신문사 《뉴 프런티어즈맨》의 편집자는 어시스턴트에게 칼럼을 내지 못해서 생긴 페이지에 쓸 땜방 기삿거리를 "괴소문 파일"에서 찾으라고 말한다. 작품은 그 상단에 로어셰크의 일기가 있는 것을 보여주면서 끝난다.